# Vile Electrodes
Vile Electrodes ist eine englische Synth-Pop-Band.

## Geschichte
Die Band wurde 2009 gegründet. 2012 veröffentlichte die Band ihre erste EP The Last Time.
2013 spielten sie als Support für OMD und in Deutschland zusammen mit Anthony Rother und veröffentlichten ihr Debüt-Album in Eigenregie, von dem vor allem das Lied Proximity Aufmerksamkeit erregte.
2014 spielten sie als Support für Mesh.
Ihre Musik zeichnet sich durch die Benutzung von analogen Synthesizern und alten Drumcomputern aus.
Die bisherigen Releases wurden alle als Download und als CD in Eigenregie veröffentlicht.

## Diskografie

### Alben
- 2013: The Future Through A Lens[3][4][5]
- 2014: The Pack of Wolves
- 2016: In the Shadow of Monuments

### EPs
- 2012 The Last Time
- 2013 Re-Emerge
- 2013 Play With Fire
- 2013 The Ghosts of Christmas

### Singles
- 2014 TEC Myself to Pieces
- 2015 Stark White[6]
- 2015 Captive in Symmetry
- 2016 Black Light
- 2019 Deep Red (Split 7" mit Apoptygma Berzerk)

### Kompilationen
- 2014 Vile Electrodes (3 EPs auf einer CD: Play With Fire, Re-Emerge, The Last Time)